# インド・グリーク朝

インド・グリーク朝

インド・グリーク朝の領域。

インド・グリーク朝（インド・グリークちょう、英語: Indo-Greek Kingdom）は、紀元前2世紀頃から西暦後1世紀頃までの間に主にインド亜大陸北西部に勢力を持ったギリシア人の諸王国の総称である。この地域におけるギリシア人はアレクサンドロス大王の時代より存在したが、有力勢力として台頭するのはグレコ・バクトリア王国の王デメトリオス1世によるインド侵入以降である。一般にこの時期以降のインドにおけるギリシア人王国がインド・グリーク朝と呼ばれる。サカ人など他勢力の拡大につれてインド・ギリシア系の王国は姿を消したが、彼らの文化はインドに多くの影響を残した。

## 記録
インド・ギリシア人に関する記録は少ない。メナンドロス1世（ミリンダ）など例外的に記録の多く残る王は存在するが、40人前後に上るインド・ギリシア人王の中で具体的な姿を読み取ることの出来る王は数名に過ぎない。
彼らについて知るために現在利用することが出来る記録は、各地で発行されたコイン（王名や称号などが記録されている）、僅かに残る碑文、ローマやギリシア人の学者達が残した書物や仏典などに残された記録などである。しかし質、量ともにインド・ギリシア人の歴史を明らかにするには極めて不十分である。
なお、インド・ギリシア人達はインドの記録ではヨーナ、又はヤヴァナと言う名で現れる。これはイオニアの転訛である。

### コイン
インド・グリーク諸王国が発行したコインは後のインド社会に大きな影響を与えた。コインに王の横顔や神、称号を刻む習慣はインド・ギリシア人が権力の座を降りた後も長期にわたってインドで存続した。
このコインは古代インド史を研究する上では欠かす事のできない資料であり広範囲で長期間流通した。インド・グリーク朝のコインの中には遠くイギリスで発見されたものもある。恐らく交易によって西方に齎されたコインを古代ローマ時代の収集家が保持していたものであると言われている。

## ギリシア人の移住

### アレクサンドロス大王
ギリシア人がいつ頃インド亜大陸に居住を開始したのかは不明である。アケメネス朝が紀元前6世紀末頃から紀元前5世紀初頭にかけてインダス川流域まで到達して以降に、アケメネス朝の手によってギリシア人がこの地域に移住させられた可能性はある（少なくとも中央アジア・バクトリア方面にはアケメネス朝時代に移住したギリシア人が存在したことが確認されている）が、記録が少なくはっきりとはしない）。インド亜大陸におけるギリシア人の活動を示す記録が増大するのはアレクサンドロス大王率いるマケドニア軍がインダス川流域に侵入して以降のことである。
アレクサンドロス大王がペルシア遠征を行っていた頃、北西インドにおけるアケメネス朝の統制力は大幅に弱まっており無数の群小王国が成立していた。ギリシア人の記録によればその数は20を超えていた。これらの王国はポロスの王国とタクシラ（タクシャシラー）を除けば大国といえるような勢力は無く、相互に争っていた。アレクサンドロス大王の侵入に対してポロス王は抗戦の構えを見せたが、他の諸国の反応はまちまちであった。タクシラ王アーンビはポロスとの敵対関係のために、ただちにアレクサンドロスへの貢納を決めている。戦いの末ポロスはアレクサンドロスに敗れたが、その後も王の地位には留まり、アレクサンドロス大王の宗主権下において王国は存続した。また、いくつかの州ではギリシア人の総督が統治することとなった。
こうして支配者となったアレクサンドロス大王によってバクトリア（現在のアフガニスタン北部を中心とした地域）からインダス川流域にかけての地方にギリシア人都市が多数建設され、まとまった数のギリシア人が移住するに至った。紀元前4世紀末頃、これらの地域にセレウコス朝を開いたセレウコス1世がその支配権を獲得すべく遠征を行ったが、北西インド地方ではチャンドラグプタ王の建てたマウリヤ朝がセレウコス朝を圧倒し、その支配権を確保した。このため、北西インドに移住したギリシア人は、その後マウリヤ朝の支配下に入ることとなる。

### マウリヤ朝治下のギリシア人
マウリヤ朝の勢力範囲内にギリシア人がいたことは、アショーカ王の残した詔勅碑文に辺境の住民としてカンボージャ人やガンダーラ人とともにギリシア人が言及されていることから確認できる。サウラシュートラ半島（カーティヤワール半島、現：インド領グジャラート州）では、マウリヤ朝の覇権の下でトゥーシャスパと呼ばれるギリシア人王が統治していた（トゥーシャスパという名はイラン風であるが、イラン名を持ったギリシア人であると考えられている）。彼はアショーカ王の命令によって水道を敷設したことが記録されている。
彼の他にもギリシア人による小王国が、インド北西部に散在していたことが知られている。これらの王国は土侯としての性格を持ったが、セレウコス朝など西方のヘレニズム王朝と異なり、マウリヤ朝の統制下にあって自立勢力とは言い難いものであった。

## グレコ・バクトリア王国とインド・グリーク朝

### グレコ・バクトリア王国の最初の侵入

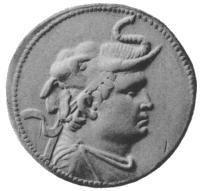
デメトリオス1世のコイン

バクトリアに移住したギリシア人達は紀元前250年頃にディオドトス1世の下で独立の王国を形成した。当初はマウリヤ朝が強勢であったことや、支配権回復を目指すセレウコス朝の攻撃とのためにグレコ・バクトリア王国がインドに影響を及ぼす事は少なかったが、紀元前200年に入るとインド方面への拡大を開始した。その端緒となったのはグレコ・バクトリア王国の4番目の王デメトリオス1世によるアラコシア征服である。彼はアラコシアにデメトリアードという名の都市を築くと、更にヒンドゥークシュ山脈を越えてパロパミソスを征服した。
デメトリオス1世に続いて、その弟アンティマコス1世（在位：紀元前190年 - 紀元前180年頃）の治世に入ると、インドにおけるマウリヤ朝の衰勢に乗じて更にインド方面へ勢力を拡大し、タクシラを占領してガンダーラ地方を征服した。

### デメトリオス2世からインド・グリーク朝へ
アンティマコス1世の甥、パンタレオンやアガトクレスなどの内紛の後に（一説には内紛が続く中で）王となったデメトリオス2世の頃にはインドでは大きな政治的空白が生まれていた。紀元前180年頃にマウリヤ朝の将軍であったプシャミトラは、マウリヤ朝最後の王ブリハドラタを殺害して新王朝シュンガ朝を建て、中央インドでは新たにヴィダルパ国が成立し、カリンガ国（チェーティ朝）などマウリヤ朝の下でマガダ国に征服された諸国も自立していた。
こういった状況のもとでデメトリオス2世はインドで大規模な征服活動を行ったと言われている。デメトリオス2世が支配した領域は学者によって見解がことなり正確なことはわかっていない。この時代のインドの文献にはマトゥラーなどガンジス川中流域の都市がギリシア人に包囲されたと記録するものがある。シュンガ朝やチェーティ朝との間で戦闘が行われたと考えられるが詳細はよくわかっていない。
デメトリオス2世の行動に言及していると思われるインドの記録として、チェーティ朝の王カーラヴェーラの治世第8年の碑文がある。
「カーラヴェーラ王の治世第8年、彼は大軍を持ってゴラダギリを攻略しラージャグリハ（王舎城）に迫った。彼の勇敢な所業の報せを耳にしたヤヴァナ王ディミタは、自らの軍を危険から逃すべくマトゥラーに退いた。」
また、『ガールギー・サンヒター』と呼ばれる天文書の中にダルマミータ王がパータリプトラに進軍したとの記録があるが、このダルマミータはデメトリオス2世のことであるとする説がある。（ただし「ディミタ｣や「ダルマミータ」が本当に「デメトリオス2世」のことであるかどうか、断言はできない。）
ともかくも、デメトリオス2世が熱心な征服活動をインド北西部からガンジス川流域にかけての地域で行っていたのは確実である。しかし、こうした中でグレコ・バクトリア本国では紀元前175年頃（年代には異説が多い）、エウクラティデス1世が反乱を起こし、支配権を握るという事件が発生した。このためデメトリオス2世は6万の兵を持ってエウクラティデス1世を討伐に向かった。エウクラティデス1世は僅か300人の手勢しか持っていなかったが、パルティアに領土の一部を割譲することで全面的な支援を獲得し、デメトリオス2世を撃退して紀元前171年頃に自ら王位についた（エウクラティデス朝）。そしてデメトリオス2世が征服したインド側領土の大部分を含む地方の支配権を得たが、バクトリア本国への帰還途中に息子に暗殺されたためにインド地方の支配権は大部分が失われた。
この結果インド亜大陸及びその周辺におけるギリシア人の勢力はエウクラティデス1世の後継者によるバクトリア部分と、デメトリオス2世が征服した領域を基盤とするインド部分とに大きく分かれた。一般にこの分裂したギリシア人勢力のうちインド部分に支配権を持った諸王国がインド・グリーク朝と呼ばれる。
デメトリオス2世のインドにおける勢力基盤を継承したのは恐らくアポロドトス1世であった。この根拠となるのがデメトリオス2世の発行したコインとアポロドトス1世の発行したコインが同種の物であり、ほぼ同じ年代に属すると考えられることである（ただしアポロドトス1世がデメトリオス2世の父であるとする説もある。その他の説も多く正確にはわかっていない。）。アポロドトス1世はコインの分布からインダス川両岸地方からアラコシア（現：アフガニスタン南部）に至る地域に勢力を持っていたと推定されている。

### メナンドロス1世

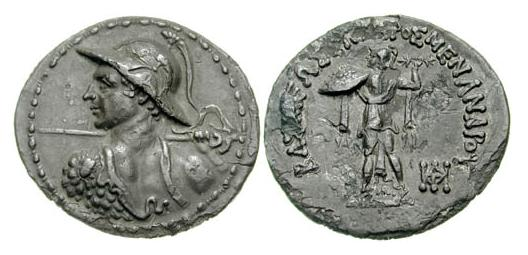
メナンドロス1世のコイン。裏面にアテナが描かれている。

インド・グリーク朝の王の中で最大の勢力を築き、また最も多くの記録を残しているのはメナンドロス1世（ミリンダ 在位：紀元前150年頃 - 紀元前130年頃？）である。メナンドロス1世はインドにおいてエウティデムス朝系の権力に対する反対者として台頭したという説が近年では有力であるが、彼が権力を得た具体的な経過はわかっていない。
メナンドロス1世は北西インドの都市シャーカラ（現：シアールコット）を都とした。古代の地理学者プトレマイオスによれば、当時この町はエウテュメディアと呼ばれたという。メナンドロス1世の発行したコインは他のインド・グリーク王の誰よりも広い範囲から出土している。その範囲は現在のカーブルからバルチ、カシミール、マトゥラーに至る。

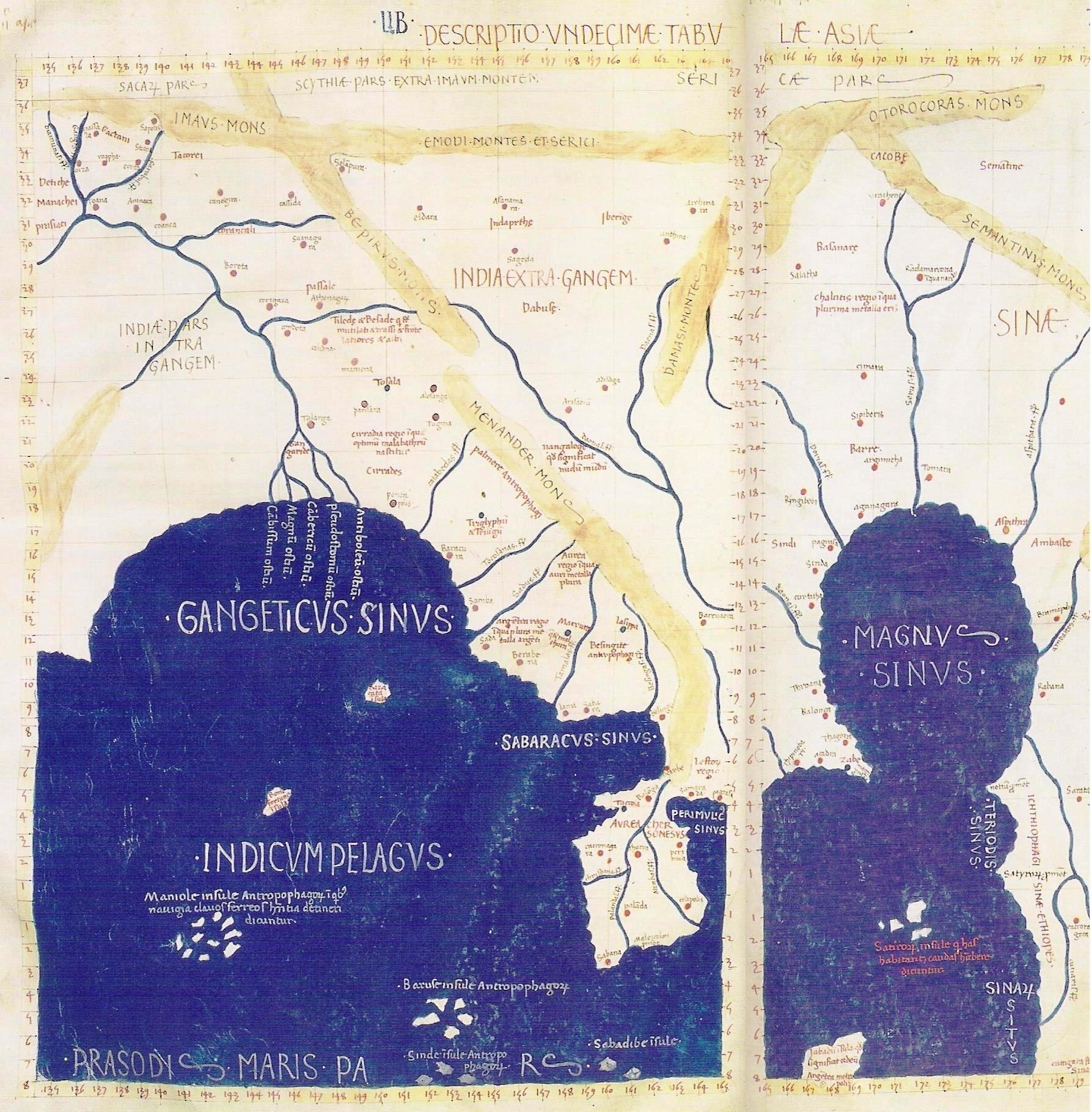
プトレマイオスの世界地図、アジア詳細。

同じく地理学者プトレマイオスによって造られた世界地図によればインド亜大陸にはメナンドロス山などと名づけられた山が存在していたらしい。こうしてインド亜大陸に勢力を拡張した王達、アポロドトス1世やメナンドロス1世はギリシア・ローマの歴史家達にはインド王として言及されている。
メナンドロス1世の名を今日に伝えている最も重要な記録は仏典の1つ『ミリンダ王の問い』である。メナンドロス1世は仏教に帰依したことが知られており、当時のインドでは単に武勇に優れた征服王というだけではなく偉大な哲人王として記憶された。ミリンダとはメナンドロスの名がインド風に訛って伝わった名である。
「彼は論客として近づき難く、打ち勝ち難く、数々の祖師（ティッタカラ）のうちで最上の者であったと言われる。全インド（ジャンブディーパ）のうちに肉体、敏捷、武勇、智慧に関して、ミリンダ王に等しい如何なる人も存在しなかった。彼は富裕であって大いに富み、大いに栄え、無数の兵士と戦車とを持った」
この書はメナンドロス1世と仏僧ナーガセーナとの対談と、王の改宗の顛末などを中心に記録されたものであるが、メナンドロス1世が仏教に帰依したという点には疑問を呈する学者もいる。だが大勢ではやはり仏教を重視したのだろうとする説が有力である。メナンドロス1世はインド・ギリシア人最大の王であり、彼が発行したコインはその後200年以上にわたって北西インドで流通した。これはメナンドロス1世以降暫くの間、彼ほど巨大な経済力を持った王が存在しなかったことを示すともいわれる。

### グレコ・バクトリアの終焉とインド・グリークの諸王
メナンドロス1世が死んだ後、王妃アガトクレイアが権力を握ったが、それと同じ時期の紀元前130年頃には大月氏によってか、或いは大月氏の圧力によって移動したトハラ人、サカ人によってか、正確なことはわかっていないが、バクトリアのギリシア人王国はこういった遊牧民の侵入によって崩壊した。（大月氏とは紀元前2世紀に匈奴の膨張に押されてタリム盆地から移動を開始し、紀元前2世紀半ば頃にバクトリアを征服した月氏族の勢力を指す。詳細は月氏の項目を参照。）
紀元前125年頃にグレコ・バクトリア最後の王ヘリオクレスは殺害されたか、もしくは亡命を余儀なくされた。そして残されたバクトリア・ギリシア人達のいくらかはインド・ギリシア人達の勢力範囲に流入した。リュシアス、ゾイロス1世、アンティアルキダスなどのギリシア人王が各地で勢力を持ったが、彼らの多くはこの時期に新たにインドに移動したグレコ・バクトリア系の王であると言われている。彼らは基本的にはエウティデムス朝かエウクラティデス朝に属する王達であったと考えられている。また、メナンドロス1世とアガトクレイアの息子、ストラトン1世も、やや遅れてではあるがインド・ギリシア人の代表的な王として活動したと見られる。
こういった経緯によって、インドにおけるギリシア人の勢力は新たにバクトリアから流入した人々によって形成された西方のアラコシアやパロパミソスを支配する勢力と、恐らくメナンドロス1世の後継者達によると考えられる東方の西パンジャーブ地方などを支配する勢力に大きくわかれた。また更に多くの群小王国が存在したと考えられる。
だが、この時期のインド・グリーク諸王の勢力範囲は年代決定は諸説紛糾しており、極めて僅かな史料を下にその活動が想像されているに過ぎない。それでも上記の王達の場合はまだ記録に恵まれている方である。ニキアス、ポリクセノス、テオフィロスなどのように、発掘されたコインからただ名前のみが知られているインド・グリーク王は約40人にも上るが、彼らについては極めて大雑把な概要さえ知る事ができない。
彼らは相互に覇権を争ったが、紀元前90年以降その勢力は減衰を続けた。西暦1世紀初頭までには支配者としてのギリシア人の地位は完全に失われた。

## インド・グリーク諸王国の社会・国制

### 身分秩序
インドにおけるギリシア人の支配はどのような影響を社会に及ぼしたのか、様々な見解が出されている。ある仏典にはヨーナ（ギリシア人）とカンボージャでは二種の階級、即ち貴族と奴隷（アーリアとダーサ）があり、貴族が奴隷となり奴隷が貴族となることがあるとされている。これはあまりに抽象的な記録であるが、「階級が入れ替わることがあった。」という点を重視し、ギリシア人の支配下で旧来のインドの身分秩序に乱れがあったことを示すとする意見もある。しかし、インド社会の根幹部分にはギリシア人の影響はさほど及ばなかったとする説も有力である。メナンドロス1世の王国では当時の支配階級はギリシア人を頂点とし、旧来のインド王族、バラモン、資産者が続くとされている。これに見るように、古いインドの階級秩序の上にギリシア人が置物のように存在したという説もある。
インド・グリークの諸王国においてギリシア人が特殊な地位を占めていたのは『ミリンダ王の問い』にある記述から想定できる。これによれば、メナンドロス1世の周囲には常に500人のギリシア人が側近として控えていたとされている。実際にギリシア系と考えられているメナンドロス1世の側近の名前も記録されている。即ちデーヴァマンティヤ（恐らくデメトリオス）、アンタカーヤ（恐らくアンティオコス）、マンクラ（恐らくメネクレス）、サッバディンナ（サラポドトス、もしくはサッバドトスか？）の4人である。

### 領内統治

#### 王権観
インド・グリーク諸王朝の王権に関する史料は『ミリンダ王の問い』に収録されている僅かな記録を除けばコイン銘にある称号がほとんど唯一の史料である。バシレウス（王）や、バシレウス・メガス（大王）などが称号として用いられたが、時代を経るにつれ若干の神格化も見られた。『ミリンダ王の問い』に表されるインド・グリーク王の姿は極めてインド的である。
「…王は政治を行い、世人を指導する。…彼は一切の人間に打ち克って、親族を喜ばせ、敵を憂えさせ、大いなる名望と栄光ある無垢白色の白傘を掲げる。…」
「…良家の裔であり、クシャトリヤである王がクシャトリヤの灌頂を受けた時、市民、辺境民、地方人、傭兵、使者が王に侍り…廷臣、役者、踊子、予言者、祝言者、一切の宗派のシャモン・バラモンが彼の下に赴き…いたるところにおいて支配者となる。…」
しかし、後世の付加であると考えられ部分を含んでおり、インド・グリーク王が「インド的」な王権観の下にあったのかどうかは断言できない。後述のように、遺物から推測されるインド・グリーク諸王朝の政治体制はギリシア的要素を強く残しており、仏典に見られる強い「インド的傾向」は、採録者自身が王をそのようなものとして見なしていたが故のものかもしれない。
だがインド・グリーク諸王の発行したコインはギリシア文字銘の他に、現地で用いられていたカローシュティー文字などを使用してプラークリット語の称号が併記されることが多いという点で、他のヘレニズム諸王国のそれとは著しい相違をなす。マハーラージャ・マハータ（偉大なる大王）や、マハーラージャ・ラージャティラージャ（諸王の統王なる大王）などのような称号は、基本的にはギリシア語の称号を現地語に訳したものであるが、こうした処置が必要だったことは、ギリシア人の王権観にインドのそれが影響を及ぼしていた事を示すとも言う。

#### 従属王国
メナンドロス1世を初めとしたインド・グリークの王達は、領域内で完全な主権を確立していたわけではなかった。彼らの支配する領域には数多くの従属王国が含まれており、彼らは王を名乗り独自にコインを発行したりする場合もあった。
こういった従属王国は、必ずしも上位者の王と運命共同体を形成していたわけではなかった点は重要である。上位者の王の勢力が減衰すれば、彼らはその都度独立したり、別の王の庇護を求めたりして自らの地位を守ることに努めた。メナンドロス1世に従属していた王の一人ヴィジャヤミトラは、メナンドロス1世死後も長く独自の王国を存続させていた。

#### 郡守
メナンドロス1世の王国は、セレウコス朝と同様の郡守（メリダルケス）制度を持っていた。この称号はセレウコス朝の碑文に多く残されているが、インド・グリーク王朝の碑文にも確認されており、地方の統治に当たった。こうした点に見られるようにインド・グリーク王朝の国家体制にはヘレニズム的要素が強く見られる。
彼らは地方の統治とともに独自に宗教活動にも従事していた。紀元前150年頃の郡守の1人テウードラ（テオドロス）が仏舎利を供養したことが記録に残されている。こういったギリシア人の郡守達は実務・行政にはギリシア語を使用したと考えられているが、興味深いことに仏教に関する活動においてはギリシア語を避け、カローシュティー文字を用いて現地語を使った。

### 軍事
コインに刻まれた記録からは、インド・ギリシア人が典型的なヘレニズム風の武装をしていたことがわかる。基本的には西方のヘレニズム王朝と軍事面であまり差は無かったと考えられているが、それでも地域的な影響は強く受けた。グレコ・バクトリア王国が遊牧民の襲来で崩壊した後の王、ゾイロス1世のコインの中には遊牧民の用いていた短弓が描かれているものがあり、インド・ギリシア人の弓騎兵も同様の物を装備していたといわれている。
グレコ・マケドニアの伝統にのっとって、騎兵は重要視されていたと考えられ、グレコ･バクトリア王やインド・グリーク王はしばしば馬上の姿が描かれている。インドで重要視された戦象はヘレニズム諸国がこぞって使用した兵器であり、インド・ギリシア人も用いたと考えられるが、馬と異なりコインに描かれることは無い。しかし、インド世界一般の傾向から考えて戦象は重要な兵力であったであろう。少なくとも『ミリンダ王の問い』の中には、戦象の使用に言及する部分がある。

## 宗教
インドに移住したギリシア人達は当初、当然ながら彼らの旧来の宗教、すなわちゼウスやヘラクレスへの崇拝を持ち込んだことが確認されている。インド・グリーク諸王が発行したコインにはギリシア系の神々の姿が刻まれている。時が経過するに連れ、インドの宗教の影響を受け、それらに帰依する者も出た。

### ギリシア人と仏教
インド・ギリシア人の中には多くの仏教徒がいた事が知られている。最も有名なのはメナンドロス1世であるが、彼の仏教改宗は、単に個人的に仏教に興味を持つ王がいたと言う範疇を超えて、当時のインド社会における大きな思想潮流の中での出来事であると考えられる。
マウリヤ朝時代、仏教はその保護を受けて大いに発展していたが、その中で仏教に改宗するギリシャ人がいたことは考古学的に確認されている。マウリヤ朝時代に仏教教団へギリシア人から窟院や貯水池の寄進が行われていたし、アショーカ王の勅令の中にガンダーラ地方のギリシア人に仏教が広まっていた事を示すものもある。何故仏教がギリシア人に受け入れられたのかについては様々な議論があるが、一説に身分秩序を重んじるバラモン教の有力なインド社会において、外来のギリシア人がインド社会に同調しつつその宗教を取り入れようとした場合、大きな選択肢としては仏教しかなかったという説がある。バラモン教的立場に拠れば、いかなギリシア人が強大な軍事力を持ったとしても、夷狄の1つに過ぎない。サンスクリット語で蛮族を意味する語バルバラ（barbara）は、ギリシア語のバルバロイの借用であるが、皮肉なことにインドの文献にはギリシア人を指してバルバラと呼ぶものも存在する。

#### メナンドロス1世の改宗
『ミリンダ王の問い』によればメナンドロス1世は当初仏教に懐疑的であり「質問をぶつけてサンガ（仏教教団）を悩ませた」とある。その後、ナーガセーナとの論戦に破れ仏教に帰依したことが伝えられている。
この「メナンドロス1世の改宗」の史実性については長い議論の歴史がある。仏僧ナーガセーナは『ミリンダ王の問い』以外にその存在を証明する文献は存在せず、メナンドロス1世の残した遺物の中には、彼が仏教徒であったことを示唆する物は少ない。彼のコインに刻まれているのは伝統的なギリシアの神々であって、そこから仏教的要素を読み取ることは出来ない。ただし、これらのコインの中には輪宝を刻んだものがあることから、メナンドロス1世がインド人の宗教観の影響を受けていたことは確実である。但し、輪宝は仏教以外の宗教も用いるため、メナンドロス1世が仏教に帰依した確実な証拠とはならない。斯様な点からメナンドロス1世の仏教改宗の史実性に疑問を持つ学者もいる。
一方、メナンドロス1世が仏教を信仰したとする最大の証拠は、シンコットで出土したメナンドロス1世が奉献したと記す舎利壷である。このため、メナンドロス1世は実際に仏教に帰依した、少なくとも重視したとする説が有力である。

#### 仏教美術

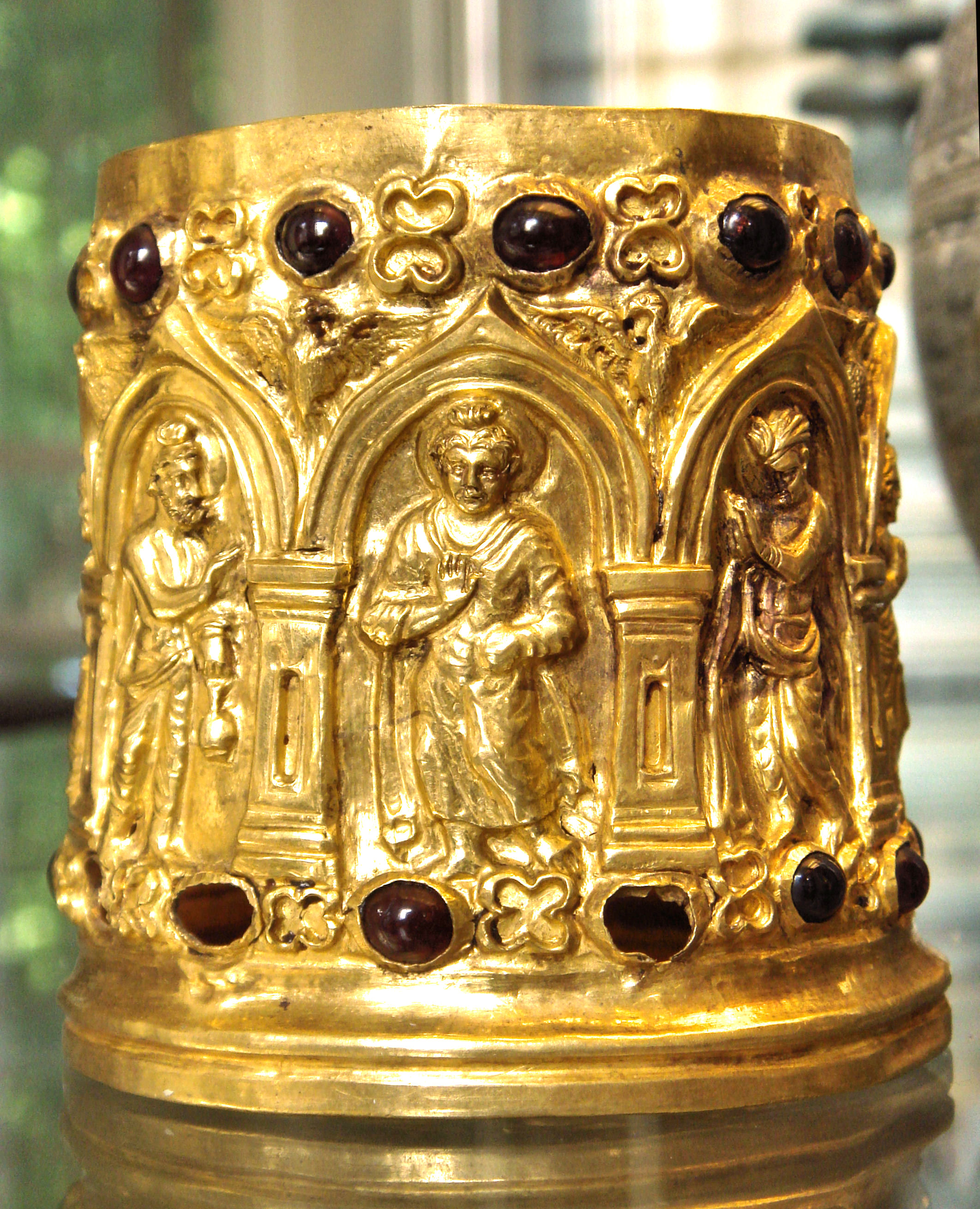

ギリシア人達はインドの美術にかなりの影響を残した。取り分けよく言われるのが、従来は仏の姿を直接現さないことになっていた仏教美術の中に仏像が現れたことに対するギリシア人の影響である。
古代インドでは釈迦の入滅以来、仏陀が人間的な表現で表されることはなかった。釈迦の死後、崇拝の対象となったのは彼の像ではなく、彼の遺骨（仏舎利）を納めた仏塔（ストゥーパ）であり、仏教説話などを絵などに表現する時、釈迦を登場させる必要がある場合には、座席、仏足石、菩提樹、法輪、傘蓋、仏塔などを描写することで釈迦の存在を象徴的に表すのみであった。これは意識的に釈迦の姿を現す事を避けたことがわかる。こうした仏教美術様式はマウリヤ朝、シュンガ朝、サータヴァーハナ朝を経て西暦紀元前後まで一貫して続いている。
しかし、その次の時代のガンダーラ美術やマトゥラー美術では、釈迦を人間の姿で表現する事が既に前提となっている。仏像の登場の最も早いものはクシャーナ朝時代のことであり、インド・グリーク諸王朝の活動した時代よりも後のことであるが、神を人間の姿で表現するギリシア人の美術様式が仏教美術に影響したと言われている。

### ヒンドゥー教
ここでいうヒンドゥー教とは今日的な意味ではなく、当時のインドの土着の神々に対する信仰を指す。インド・ギリシア人の信仰として注目されるのはやはりゼウスやヘラクレス、アテナなどギリシア古来の神々への信仰と仏教信仰であるが、インド伝来の神に対するギリシア人の信仰の証拠も今日に残されている。
最も有名な例はアンティアルキダス王に仕えたタクシラ出身のギリシア人ヘリオドロスに関する記録である。ベスナガルに残るガルーダ石柱銘文によれば、アンティアルキダス王は治世第14年にヘリオドロスをヴィディシャーの王バーガバドラの下に使者として派遣した。ヘリオドロスはバーガヴァダ派の信仰を持っていたため、ヴァースデーヴァ神のためにベスナガルにガルーダ像をつけた柱を建てたという。この銘文の中でヴァースデーヴァは「神々の中の神」と呼ばれている。このようにインド伝来の神を信仰するギリシア人は少なからず存在したと考えられ、また恐らくは旧来のギリシアの神々との混交も進んでいたと推測される。
今ひとつ、インドの神々とギリシア人との関係を示す証拠は、神の像が刻まれたグレコ・バクトリア王国やインド・グリーク諸王朝のコインである。アガトクレスやパンタレオンの発行したコインに刻まれている踊子はクリシュナの姉妹スバードラを表したものと言われている。また、インド人の神話的伝承についてはギリシア人の「批判」も残っている。メガステネスやアリアノスなどのギリシア人達は、インド人の伝えた神話、伝説の類を「荒唐無稽」として全く信用しなかったことが伝えられている。（これらの伝説は今日の『マハーバーラタ』やプラーナ文献に対応するものが多く発見されている。）
メガステネスやアリアノスはインド・ギリシア人ではないが、インド・ギリシア人の中にも西方のギリシア人と同じくこうしたインドの空想的な神話について懐疑の目を向けるものは少なからず存在した。そうしたギリシア人の1人は他ならぬメナンドロス1世であった。彼がナーガセーナとの議論の中で質問を多くぶつけたのは、ありえそうも無い空想的な説話についてであった。

## カーラ・ヤヴァナ（黒いギリシア人）
インドの伝説やプラーナ文献にはクリシュナがカーラ・ヤヴァナ（Kala Yavana、「黒いギリシア人」）と戦ったという説話が残されている。これは現地人との長期に渡る混血が進んだギリシア人か、或いはかつて古代インドの土着民がアーリア人の侵入につれてアーリア化したように、ギリシア化した土着民であったかもしれない。
ただし、このカーラ・ヤヴァナとはバクトリアのギリシア人を指すという説もある。

## 歴代王
1. デメトリオス1世（前200年 - 前180年）
2. アンティマコス1世（前180年 - 前165年）
3. パンタレオン（前190年 - 前180年）
4. アガトクレス（前180年 - 前170年）
5. アポロドトス1世（前175年 - 前160年）
6. アンティマコス2世（前160年 - 前155年）
7. デメトリオス2世（前155年 - 前150年）
8. メナンドロス1世（前155/150年 - 前125年）

→パロパミソス・アラコシア政権とガンダーラ・パンジャーブ政権に分裂
パロパミソス・アラコシア政権
1. ゾイロス1世（前130年 - 前120年）
2. リュシアス（前120年 - 前110年）
3. アンティアルキダス（前115年 - 前95年）
4. ポリュクセノス（前100年）
5. ピロクセヌス（前100年 - 前95年）…統一

ガンダーラ・パンジャーブ政権
1. スラソノス（前130年）
2. アガトクレイア（前125年）
3. ストラトン1世（前125年 - 前110年）
4. ヘリオクレス2世（前110年 - 前100年）
5. デメトリオス3世（前100年）
6. ピロクセヌス（前100年 - 前95年）…統一

→パロパミソス政権、アラコシア・ガンダーラ政権、パンジャーブ政権に分裂
パロパミソス政権
1. ディオメデス・ソテル（前95年 - 前90年）
2. テオピロス（前90年）
3. ニキアス（前90年 - 前85年）
4. ヘルマイオス（前90年 - 前70年）

→大月氏へ
アラコシア・ガンダーラ政権
1. アミュンタス・ニカトル（前95年 - 前90年）
2. ペウコラオス（前90年）
3. メナンドロス2世（前90年 - 前85年）
4. アルケビオス（前90年 - 前80年）
  - インド・スキタイ王マウエスの統治
5. アルテミドロス（前80年）※ガンダーラのみ

→インド・スキタイ王国へ
パンジャーブ政権
1. エパンドロス（前100年 - 前95年）
  - アルケビオスの統治
  - インド・スキタイ王マウエスの統治
2. アポロドトス2世（前85年 - 前65年）

→東西に分裂
西パンジャーブ政権
1. ヒッポストラトス（前65年 - 前55年）

→インド・スキタイ王国へ
東パンジャーブ政権
1. ディオニュソス（前65年 - 前55年）
2. ゾイロス2世（前55年 - 前35年）
3. アポロパネス（前35年 - 前25年）
4. ストラトン2世と3世（前25年 - 紀元10年）

→インド・スキタイ王国へ